# Пясецкий, Андрей Львович
Андре́й Льво́вич Пясе́цкий (укр. Андрій Левович П'ясецький ; 27 августа 1909, Реклинец, Австро-Венгрия — 27 ноября 1942, Львов, Генерал-губернаторство (Германия)) — украинский учёный, политический и общественный деятель, министр в правительстве Ярослава Стецько (1941).

## Биография
Сын священника. Учился во Львовской академической гимназии. Окончил полеводческо-лесной факультета «Львовской политехники». Получил диплом инженера-лесовода. С 1940 года работал доцентом кафедры лесной ботаники Политехники.
Занимался исследованиями и внедрением передовых подходов к классификации лесов в учебную практику. В 1941 году вышел его «Общий очерк естественно-исторической районизации лесов западных областей Украины». В феврале 1941 года защитил кандидатскую диссертацию на тему «Карпатский кедр, его охрана и кедровые заповедники». Автор работы «О строительстве и биологическом освоении ряда типов украинского леса» (1942).
Активист Национальной скаутской организации Украины, инициатор идеи Село-Пласта.
После начала Великой Отечественной войны 30 июня 1941 во Львове состоялись Украинские национальные сборы, которые провозгласили восстановление Украинского государства во главе с Ярославом Стецько.
30 июня 1941 года назначен Министром Лесничества правительства Ярослава Стецько. Нацистское руководство официально объявило о включении Галиции в Генерал-губернаторство, что означало окончательный отказ поддержать создание независимого украинского государства.
27 ноября 1942 года был расстрелян фашистами вместе с примерно 100 другими украинскими заложниками в отместку за убийство офицера немецкой полиции во Львове.

## Память
- Одна из улиц Львова названа в его честь.